# Хайнрих III (Орламюнде)
Вижте пояснителната страница за други личности с името Хайнрих III.
Хайнрих III фон Орламюнде (на немски: Heinrich III von Orlamünde; * ок. 1290; † сл. 26 март 1354/1357) от клона Ваймар-Орламюнде на фамилията Аскани е от 1283 г. граф на Орламюнде. Той наследява баща си като граф на Орламюнде.
Той е по-малкият син на граф Херман III фон Ваймар-Орламюнде († 1283). Брат е на Херман IV († 1313) и Елизабет фон Орламюнде († 1333), омъжена 1290 г. за Албрехт II, маркграф на Майсен, ландграф на Тюрингия, пфалцграф на Саксония (1240 – 1314).

## Фамилия
Хайнрих III се жени пр. 26 юли 1313 г. за Ирмгард фон Шварцбург-Бланкенбург († 26 март 1354), дъщеря на граф Хайнрих VII фон Шварцбург-Бланкенбург. Те имат децата:
- Хайнрих IV († ок. 1357), граф на Ваймар-Орламюнде, женен за Рихца фон Хенеберг († сл. 1379/1384)
- Фридрих III († 23 юли 1379), граф на Орламюнде
- Юта/Анна (* 1357; † 1383), абатиса на град Илм 1357
- Елизабет (* ок. 1320; † сл. 30 август 1372), омъжена пр. 12 юли 1348 г. за бургграф Албрехт фон Кирхберг († сл. 1364)
- Ирмгард († 1377?), омъжена I. за фогт Хайнрих V фон Плауен († 1364), II. за граф Гюнтер XII фон Кефернбург (†1368)
- Хайнрих V фон Орламюнде-Шауенфорст († пр. 1358)